# Örjan Ouchterlony
 (juin 2012).
Si vous disposez d'ouvrages ou d'articles de référence ou si vous connaissez des sites web de qualité traitant du thème abordé ici, merci de compléter l'article en donnant les références utiles à sa vérifiabilité et en les liant à la section « Notes et références ».
Örjan Ouchterlony, né le 14 janvier 1914 à Stockholm et mort le 25 septembre 2004, est un immunologiste et bactériologiste suédois.

## Biographie
On lui doit la méthode de la double diffusion en gel (immunodiffusion ou test d'Ouchterlony), dans les années 1940. Il étudie à l'Institut Karolinska. Il enseigne la bactériologie à l'université de Göteborg de 1952 à 1980. Il est élu membre de l'Académie royale des sciences de Suède en 1968.